# 加拿大—歐盟關係
加拿大与欧洲联盟及其前身之间的关系可以追溯到1950年代。
1976年，欧洲经济共同体和加拿大签署了经济合作框架协议。同年，欧盟委员会驻加拿大代表团
在渥太华成立。
1990年，欧洲和加拿大簽署《跨大西洋关系宣言》，雙方建立首脑級和部长级的定期会议。
2016年10月30日，加拿大-歐盟綜合經濟與貿易協定簽訂。
2021年6月15日，加拿大和歐盟確立原材料战略伙伴关系，歐盟希望進口多元化，並擺脫對中华人民共和国的依賴。